# Management
Met management (Engels leenwoord, letterlijk vertaald "beheer"), wordt in algemene zin gedoeld op het organiseren, leiden of sturen en uitvoeren van activiteiten van een persoon, groep, organisatie of onderneming en het beheer van menselijke en materiële hulpmiddelen. In het bedrijfsleven wordt het begrip gebruikt in de zin van bedrijfsvoering, het leiding geven aan of sturen van een bedrijf, organisatie of instelling, of onderdelen daarvan. Het doel van bedrijfsmanagement is het (her)formuleren van, en streven naar, het bereiken van de ondernemingsdoelstellingen in de gegeven (soms sterk veranderende) context. Welke doelstellingen te bereiken zijn, op welke manier ze kunnen worden bereikt en wat de functie van het management in een onderneming of organisatie is, is afhankelijk van de ondernemingscultuur, de soort van organisatie en de tijdgeest. Onderdelen zijn: bepaling van de strategie, financieel beheer, inzet van productiefactoren, marketing, innovatie en personeelsbeleid. In de praktijk kunnen managers zowel overheadtaken (bv. coördinatie) als primaire taken verrichten. Management wordt vaak gezien als onderdeel van de overhead van een organisatie. Inhoud van de activiteiten is afhankelijk van de functie en de positie van een manager.
Voor een managementfunctie bestaan aparte opleidingen zoals bedrijfskunde en MBA.

## Geschiedenis

### Management in de oudheid
Het begrip management is relatief nieuw maar inhoudelijk bezien bestaat het sinds de overgang van het tijdperk van verzamelen en jagen naar dat van de productie. Bij het samenwerken in groepen heeft leiding geven altijd een bepaalde rol gespeeld. De structuur van de oude Egyptische samenleving was een managementsysteem, de bouw van piramides zou onmogelijk zijn geweest zonder hoogwaardig management. Verschillende oude Griekse denkers begrepen het concept en de doelen van management op hun eigen manier: Socrates geloofde dat het belangrijkste was, de juiste persoon op de juiste plaats te hebben die de taken uitvoert. Plato betoogde dat verantwoordelijk bestuur het belangrijkste element is van ondersteuning voor het welvaren van een samenleving. Aristoteles betoogde de noodzaak van een manager over tot slaaf gemaakten, zodat de eigenaren zich konden wijden aan meer noodzakelijke zaken. Beroemd in de geschiedenis is de manier waarop het Romeinse Rijk was georganiseerd, door velen gezien als reden voor de ongekende expansie. Daar werd het uitgevoerde werk al gemonitord, werden de resultaten vergeleken en werden de redenen voor het niet realiseren van de planning onderzocht. 

### Industrialisatie
De ontdekking van de stoommachine voerde ertoe dat meer gebruik kon worden gemaakt van grote machines. Vanwege de economische voordelen werd er geproduceerd in fabrieken in plaats van thuis of in werkplaatsen aan huis. Deze grote fabrieken hadden iemand nodig die de vraag kon voorspellen, ervoor zorgen dat er genoeg materiaal was en taken toewijzen aan de arbeiders. Deze persoon was een manager. In de negentiende eeuw is, als gevolg van industrialisatie, welvaartsgroei en globalisering, de schaalgrootte van ondernemingen en de druk om te vernieuwen toegenomen. Daarmee veranderde ook de aard en omvang van het ondernemingsbestuur. Waren de meeste bedrijven in de 18e eeuw nog klein genoeg om bestuurd te worden door een directie, specialisten en meewerkend voormannen, tijdens de industriële revolutie ontstond het idee dat hier een leidinggevende laag tussen nodig was. Hierdoor ontstond de manager als aparte functie.
Eind 20e eeuw zijn veel overheidsdiensten geprivatiseerd, en in deze semi-publieke sector (bijvoorbeeld in het onderwijs en de medische sector) ontstond net zo goed schaalvergroting waardoor ook hier het aantal managers toenam.
Vanaf het begin van de 21e eeuw wordt het gebruik van management steeds meer ter discussie gesteld. Zo zijn er alternatieven als Agile en Lean waarbij de mensen op werkvloer de meeste zaken zelf beslissen en het management zich dienend opstelt.

### Wetenschappelijk kader
Belangrijke vroege denkers op het gebied van management waren de Schotse filosoof en vroege econoom Adam Smith, John Stuart Mill, Eli Whitney, James Watt en Matthew Boulton die voor een theoretisch kader zorgden. De volgende generatie waren onder andere Frederick Taylor en Henri Fayol.
In 1776 publiceerde Adam Smith een boek waarin hij over de voordelen schreef die organisaties en samenlevingen zouden hebben bij arbeidsdeling (division of labor) en taakspecialisatie (job specialization). Dit voert tot het onderverdelen van functies en beroepen in kleinere en herhalende taken. De productiviteit van mensen zou zo kunnen worden verhoogd doordat ze vaardig en behendig worden in de betreffende activiteit.
Frederick Taylor was een van de eerste bedrijfsadviseurs, intellectueel leider van de efficiencybeweging en grondlegger van de wetenschappelijke bedrijfsvoering. In zijn baan als machinebankwerker merkte Frederick Taylor op dat de arbeiders onder hun vermogen werkten en inefficiënt gebruik maakten van hun machines en dat dit leidde tot hoge arbeidskosten van het bedrijf. Toen hij tot voorman werd bevorderd, legde hij de ploeg werklui onder zijn opzicht productie-eisen op. Om vast te stellen hoeveel werk zij eigenlijk zouden kunnen verrichten, bestudeerde en analyseerde hij zowel de productiviteit van de mannen als die van de machines. Zijn aandacht voor het menselijk deel van de productie noemde Taylor “wetenschappelijk management“.
In 1916 werden er door de Franse ingenieur Henri Fayol de eerste beginselen van de klassieke management theorie ontwikkeld. Henri Fayol geldt als grondlegger van onder andere de lijn-staforganisatie. Vanuit zijn ervaring als succesvol directeur van een mijnbouwbedrijf, ontwikkelde hij verschillende management theorieën die nog steeds actueel zijn. In die tijd bestond er geen opleiding voor bedrijfsvoering. Door de toenemende mate van complexiteit van organisaties ontstond daar echter wel de behoefte aan. Faiol ontwikkelde enkele basisbeginselen, de vijf functies van management.

## Managementlagen
In het management worden drie hiërarchische lagen onderscheiden die overigens niet in elke organisatie voorkomen.
- De bovenste laag is het senior management (Raad van bestuur) dat zich vooral met de strategische vraagstukken bezig houdt, gericht op de lange termijn. Het is belangrijk dat zij hun visie uitdragen in de rest van de organisatie en draagvlak creëren.
- Hieronder valt het middenkader dat zich meer bezig houdt met de tactische kant van de bedrijfsvoering. Hieronder vallen brand managers en mensen die de leiding hebben over meerdere afdelingen of een vestiging van een bedrijf. Om tactische beslissingen te kunnen nemen is goede informatie voorziening van belang zoals m.b.v. Business intelligence.
- De lijnmanagers of operationeel managers hebben het meeste contact met de werkvloer en sturen de werknemers aan. Ze houden zich onder andere bezig met motivatie en het wegnemen van hindernissen. Operationeel management is vooral gericht op de korte termijn (bijvoorbeeld 1 jaar).

Het aantal lijnmanagers, (dus exclusief managers van stafafdelingen) bedraagt in Nederland gemiddeld 4 a 5%. Wel speelt de taak van de manager een rol. Moet deze ook tal van ondersteunende taken verrichten zoals vaak in het onderwijs, dan zijn er meer managers: 5 a 6,5%. Indien sprake is van 'managende professionals' dan is het percentage management circa 3,5%. De manager maakt dan een deel van zijn tijd onderdeel uit van het primair proces en moet zelf productienormen halen. Bijvoorbeeld: aantal rechtszittingen, aantal publicaties of declarabele uren.

## Andere betekenis
Het begrip management wordt ook gebruikt om de personen die belast zijn met het management, de bestuurders of leidinggevenden, als collectief aan te duiden. In samenstellingen wordt het begrip vaak gebruikt in de betekenissen beheer, beheersing of beleid. Voorbeelden: accountmanagement (klantbeheer), risicomanagement (risicobeheersing), humanresourcesmanagement (personeelsbeleid) of watermanagement.
Het leiden van een specifiek project, met een doel een begin en een einde, valt onder projectmanagement. Veranderingsmanagement is erop gericht om de structuur of werkwijze van een organisatie te veranderen. Zo’n traject heeft vaak een langere looptijd maar ook weer een einddoel. Project- en veranderingsmanagement kennen hun eigen deel-processen en methodieken.
Succesvolle sportmensen of artiesten beschikken ook vaak over een management, waarmee gedoeld wordt op de organisatie van alles wat niet rechtstreeks met de hoofdactiviteit (sporten, musiceren, acteren of optreden) te maken heeft, maar het faciliteert zoals: contracten, boekingen, marketing, financieel beheer, tournees en evenementen.